# Gyula Molnár (zapaśnik)
Gyula Molnár (ur. 13 listopada 1947 w Budapeszcie) – węgierski zapaśnik walczący w stylu klasycznym. Olimpijczyk z Moskwy 1980, gdzie zajął siódme miejsce w kategorii 57 kg.
Szósty na mistrzostwach świata w 1974 i na mistrzostwach Europy w 1979. Srebrny medalista uniwersjady w 1973 roku.
- Turniej w Moskwie 1980

Pokonał Belga Juliena Mewisa, a przegrał Josefem Krystą z Czechosłowacji i Józefem Lipieniem.